# Мішевко (Поморське воєводство)
Мішевко (пол. Miszewko) — село в Польщі, у гміні Жуково Картузького повіту Поморського воєводства.
Населення — 484 особи (2011).
У 1975-1998 роках село належало до Гданського воєводства.

## Демографія
Демографічна структура станом на 31 березня 2011 року:
|          | Загалом | Допрацездатний вік | Працездатний вік | Постпрацездатний вік |
| -------- | ------- | ------------------ | ---------------- | -------------------- |
| Чоловіки | 237     | 63                 | 156              | 18                   |
| Жінки    | 247     | 66                 | 150              | 31                   |
| Разом    | 484     | 129                | 306              | 49                   |